# Makoma Modjadji
Makoma Modjadji IV (1905 – 1980) foi a quarta Rainha da Chuva da tribo Balobedu, da província de Limpopo, na África do Sul. Reinou de 1959 até sua morte em 1980.
Casou-se com Andreas Maake, com quem teve vários filhos. Ela sucedeu à mãe, Khetoane Modjadji, e foi sucedida por sua filha mais velha Mokope Modjadji.